# 문화전쟁 (텔레비전 프로그램)
《문화전쟁》은 2008년부터 OBS경인TV에서 방송된 텔레비전 프로그램이다. 이 프로그램을 통해 뮤지컬 《돈 주앙》, 공연 《이주노의 빨간구두》의 출연자들이 선발되었다.